# Trái cây phủ sô-cô-la

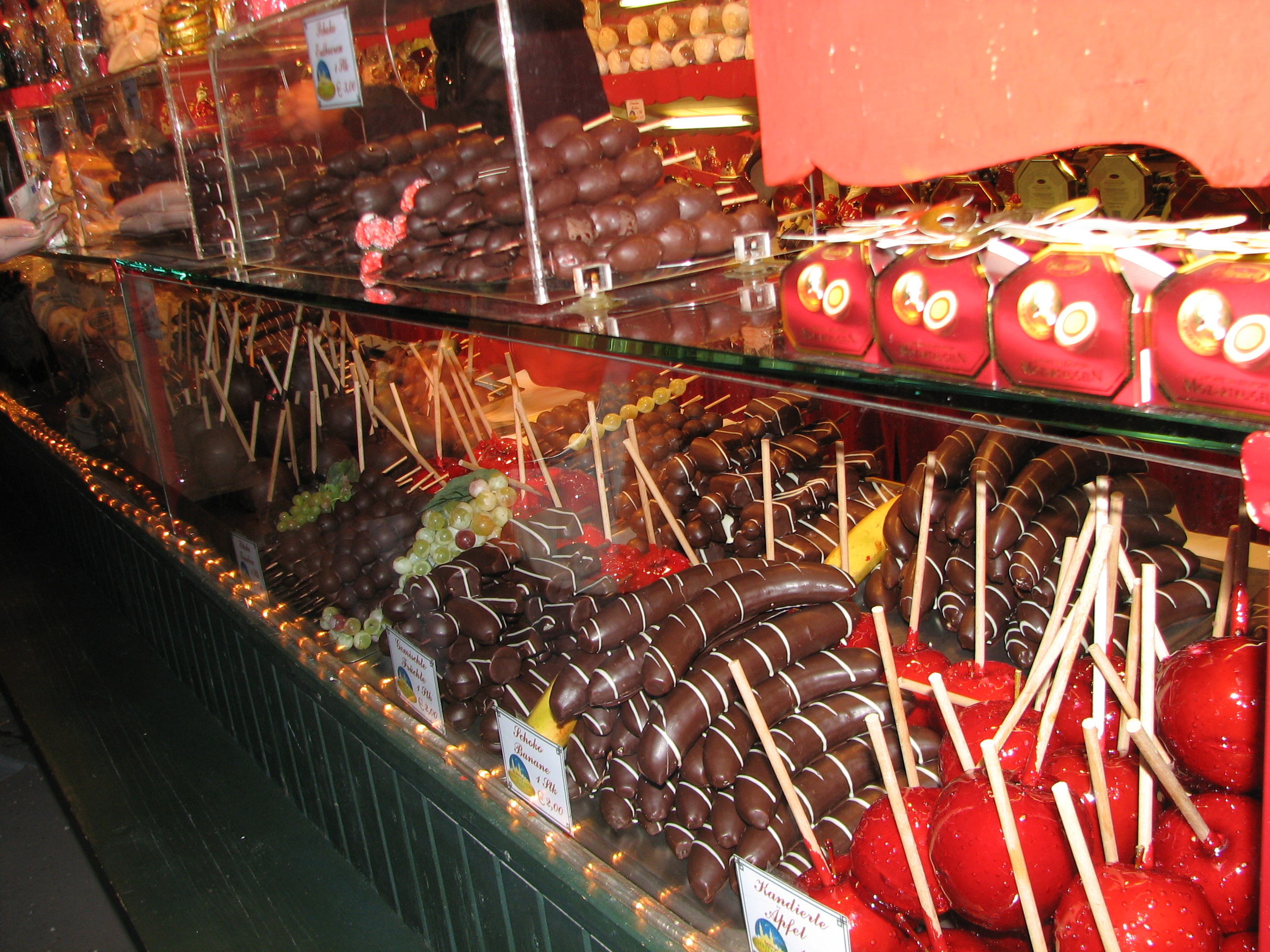
Một gian hàng bán táo caramel và trái cây phủ sô cô la tại Christkindlmarkt ở Salzburg, Áo

Trái cây phủ sô cô la (tiếng Anh: Chocolate-covered fruit) là loại trái cây bao gồm quả việt quất, lựu, dâu tây, cam, mơ khô và vỏ cam quýt được phủ thêm lớp sô-cô-la đen, sô-cô-la sữa hoặc sô-cô-la trắng khiến món ăn thêm phần đẹp mắt. Đôi lúc món này còn được thêm vào các loại hạt, dừa, vụn sô cô la và các loại sốt khác. Trong suốt mùa Giáng Sinh, trái cây phủ sô-cô-la được bày bán rất nhiều tại các chợ ở châu Âu. Đây cũng là món quà phổ biến trong ngày lễ tình nhân ở nước Mỹ.

## Thương hiệu
Nhiều thương hiệu khác nhau làm kẹo trái cây phủ sô-cô-la bao gồm:
- Cella's – quả anh đào phủ sô-cô-la[4]
- Marich Confectionery – trái cây sấy khô phủ sô-cô-la[5]
- Mon Chéri của hãng Ferrero SpA[6] – Mon Chéri là một sự kết hợp đơn bọc bao gồm một "trái tim" gồm quả anh đào (18%) có hương rượu mùi (13%) và chứa trong một lớp vỏ sô-cô-la có vị đắng (69%).